# ヌエストラ・セニョーラ・デ・ラ・カンデラリア教会
ヌエストラ・セニョーラ・デ・ラ・カンデラリア教会 (スペイン語: Basílica de Nuestra Señora de Candelaria) は、スペイン・カナリア諸島テネリフェ島のカンデラリアにあるカトリック教会のバシリカ。
カナリア諸島で最も重要なカトリックのバシリカとされる。カナリア諸島全域の守護聖人とされるカンデラリアの聖母を祀っており、巡礼地となっている。

## 歴史
伝説によれば1390年、カナリア諸島の先住民であるグアンチェ族の2人の牧人が、聖母マリアの像を発見した（のちにこの「カンデラリアの聖母」は、カナリア諸島の守護者と宣言されることになる）。像は先住民の王が住んでいた洞窟 (Cueva de Chinguaro) に移された。   
スペインが島を征服すると、像は現在の教会堂の後ろに位置する別の洞窟に移された。1672年、数千人の巡礼者を収容できる教会堂が建設されたが、1789年に火災によって焼失した。現在の教会堂は、かつての教会堂があった敷地に、1949年から1959年にかけて建設された。スペインの最も重要な教会の一つであり、2011年1月24日に教皇ベネディクト16世によって「バシリカ・ミノール」 (Minor basilica) の格が与えられた。

## 特徴

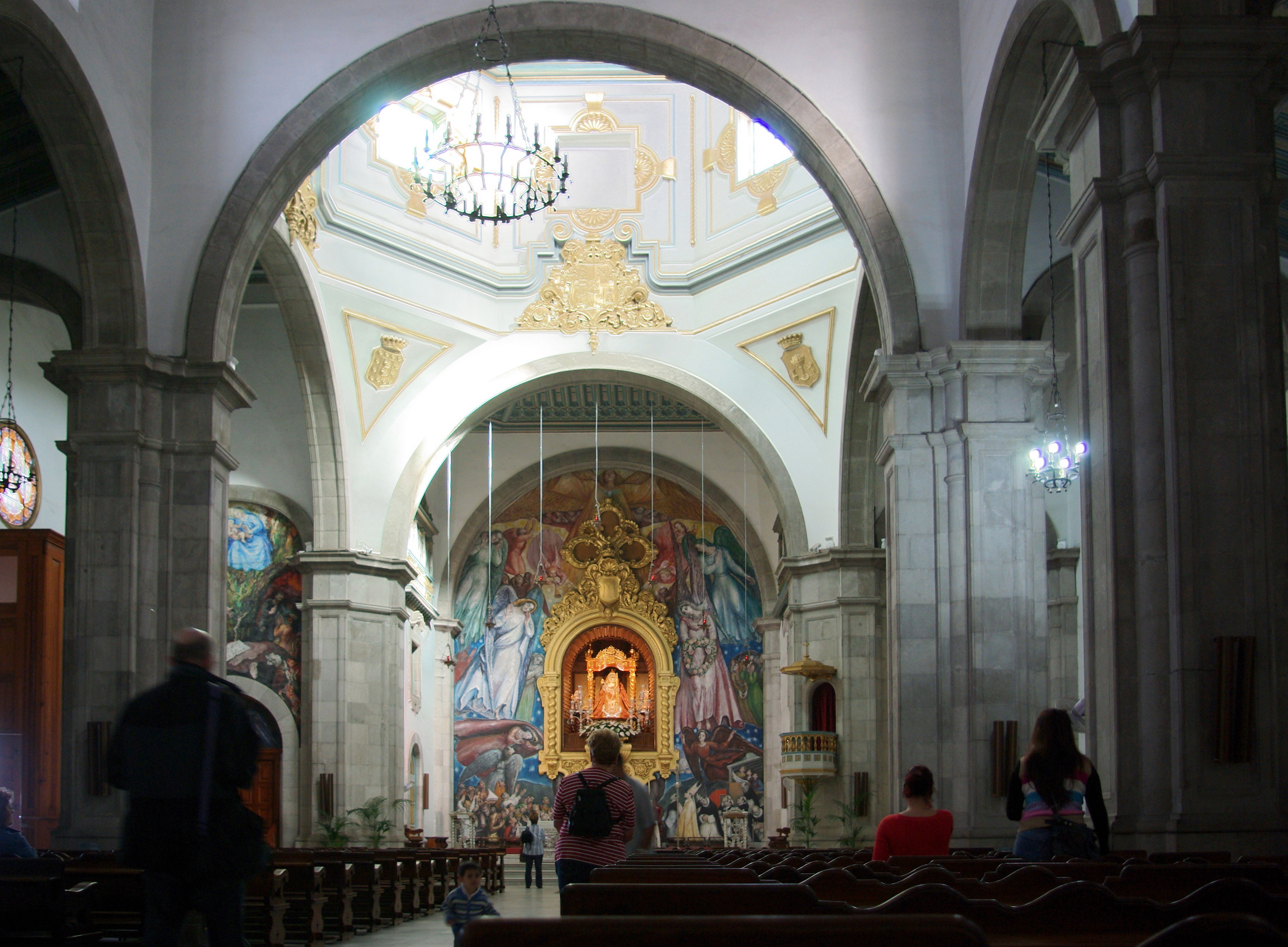
教会堂内部

教会堂は、3つの身廊、2つの小聖堂（capilla）、祭壇室（la sala de ofrenda）およびカマリン（Camarín、祭壇背後の礼拝室）からなる。また教会堂にはドーム（高さ35メートル）があり、また鐘楼（高さ45メートル）を有する。主祭壇背後のカマリンに、カナリア諸島の守護聖人である聖母マリアの像「カンデラリアの聖母」が安置されている。「カンデラリアの聖母」像のオリジナルは1826年に嵐によって失われたため、現在の像はその復刻である。

## ギャラリー

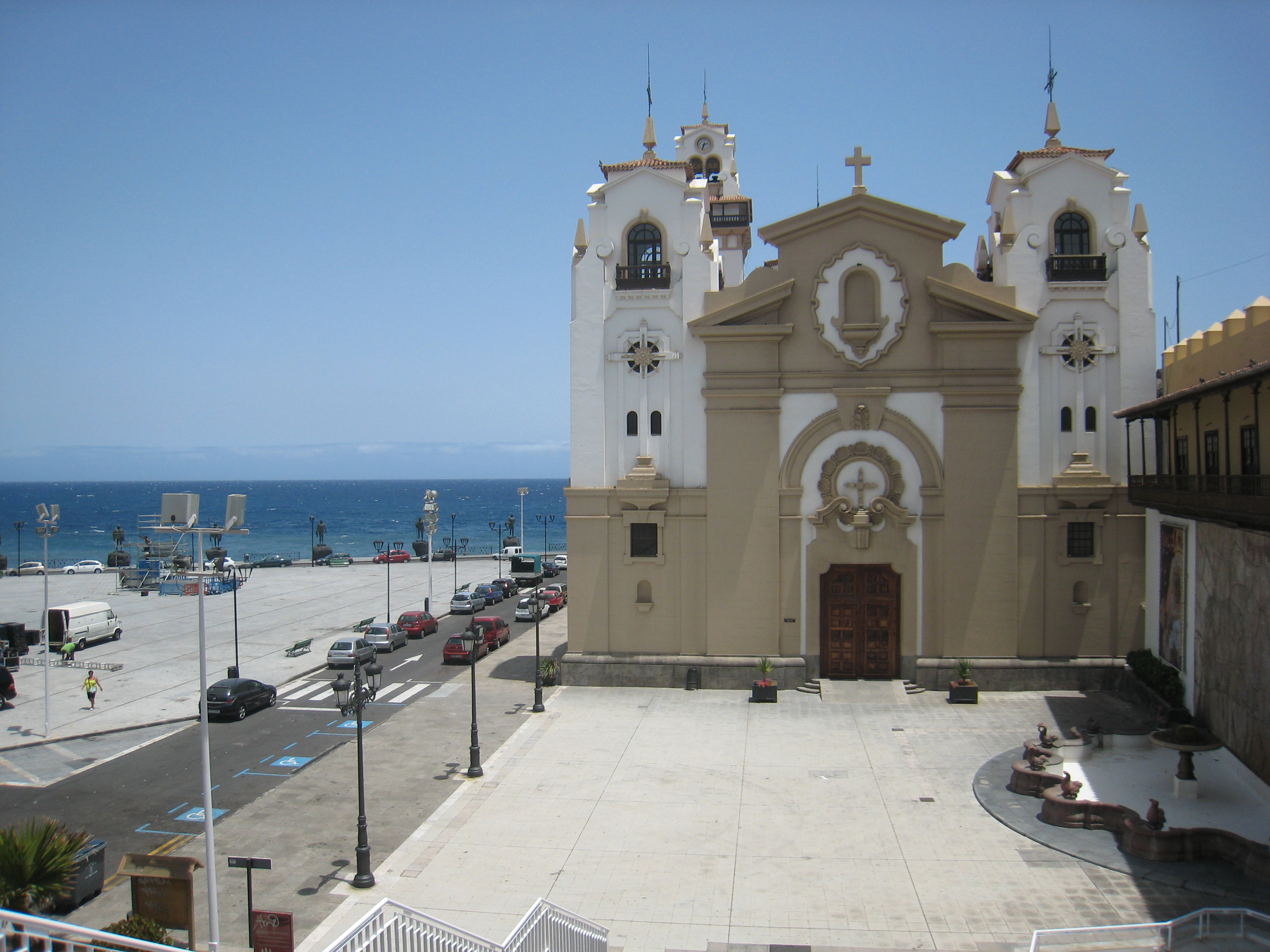
ファサード
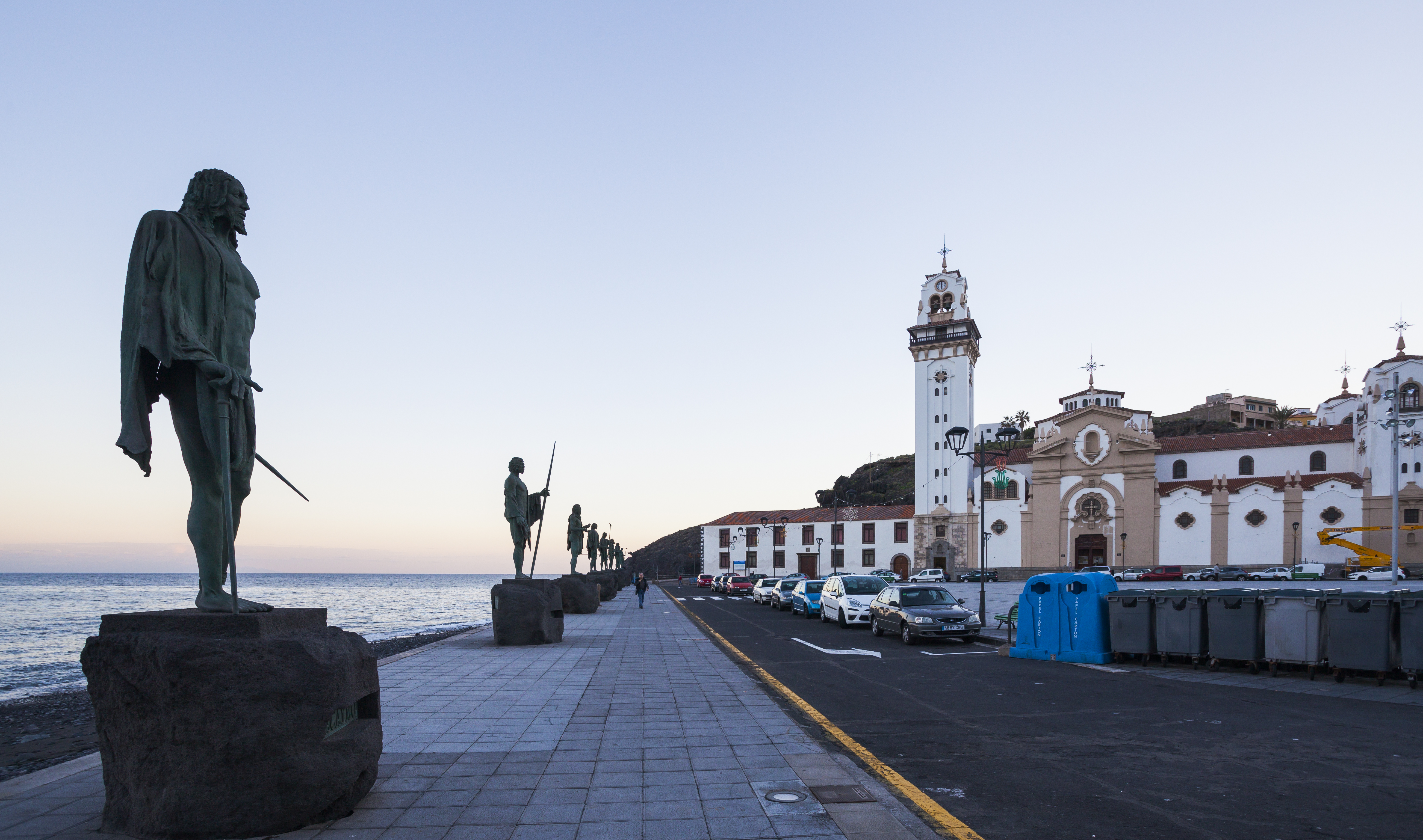
バシリカ広場
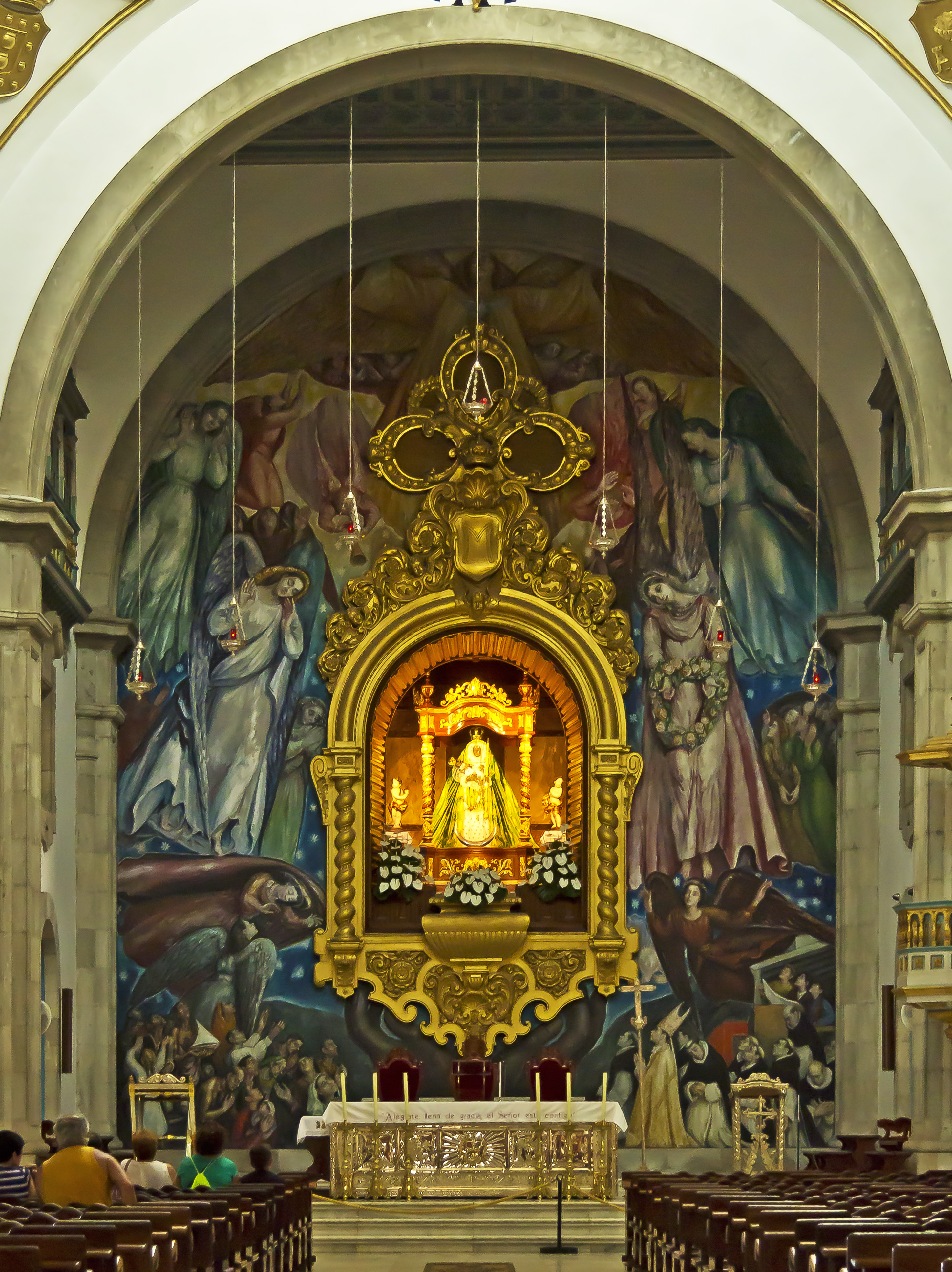
主祭壇
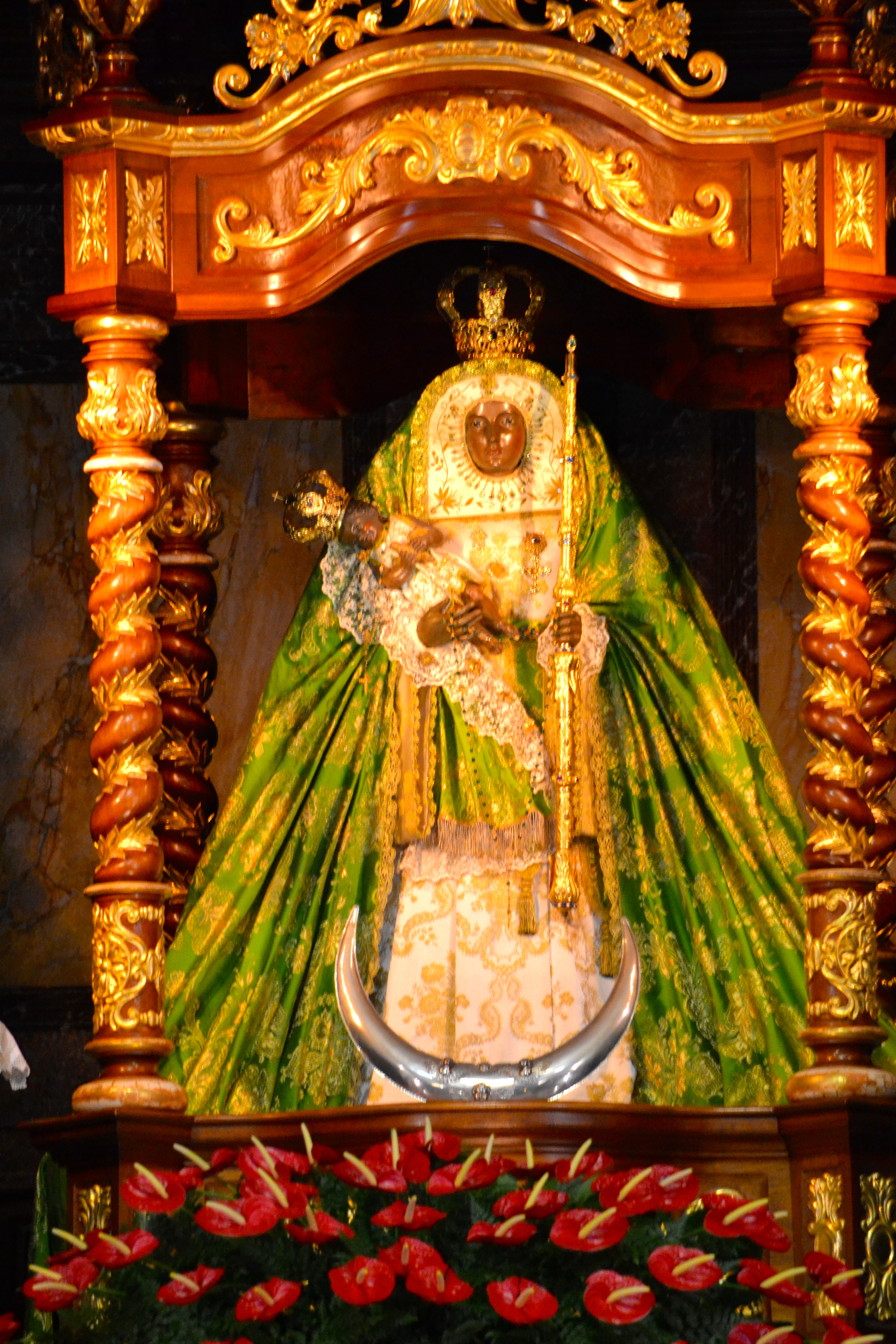
カンデラリアの聖母、カナリア諸島の守護聖人
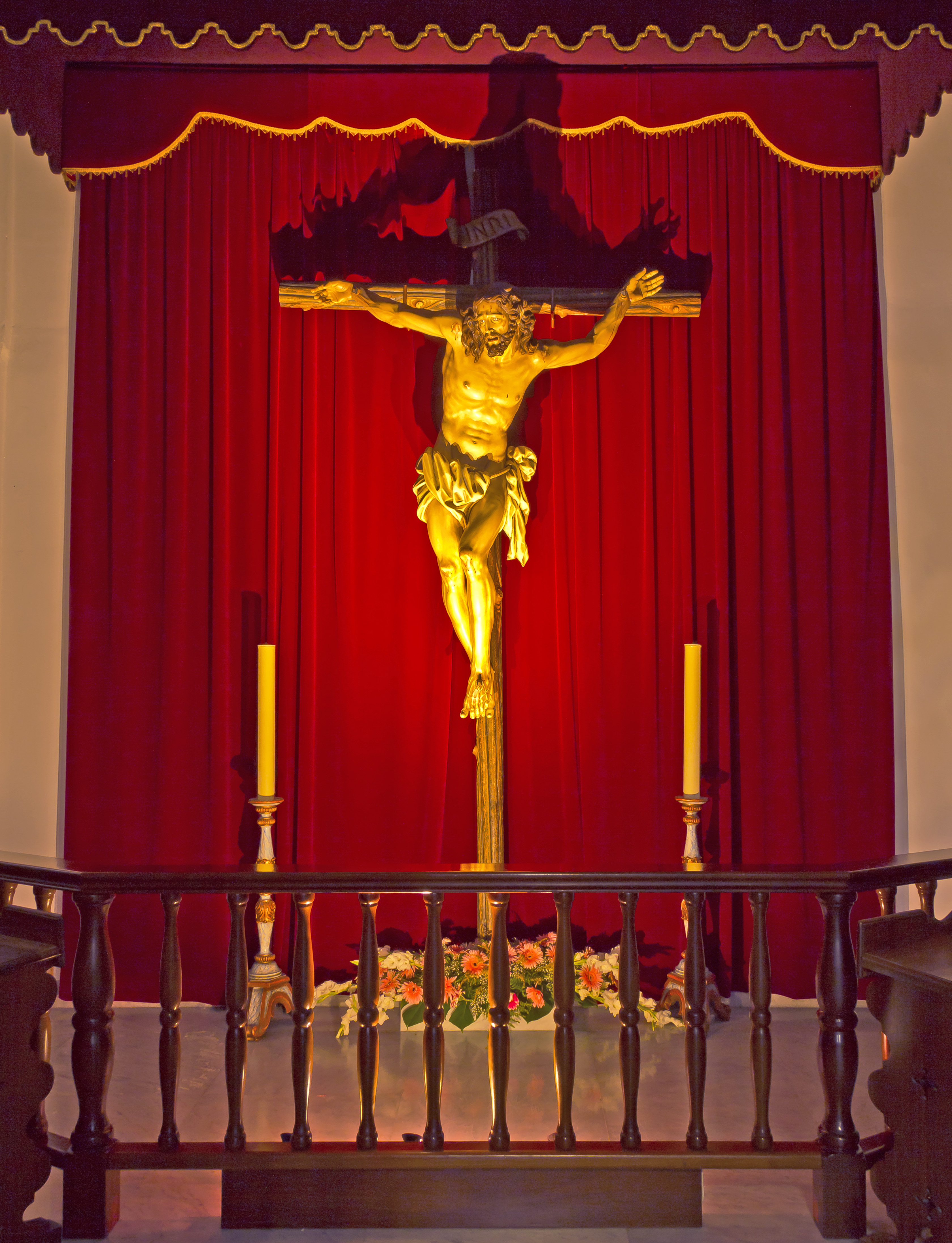
イエス・キリスト